# قارچ‌موریانه‌ایان

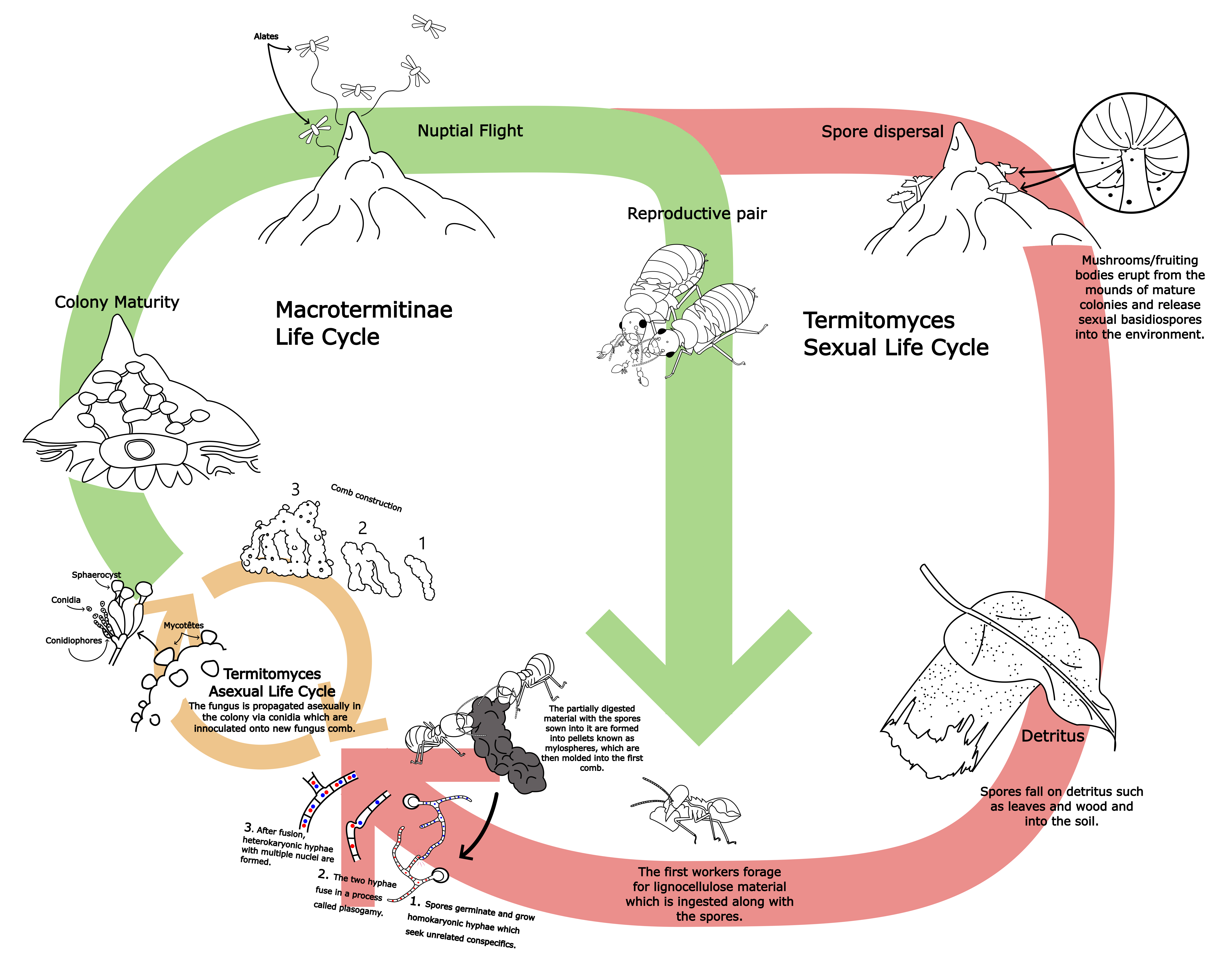
چرخه زندگی عمومی Macrotermitinae

قارچ‌موریانه‌ایان یا درشت‌موریانه‌ایان (به لاتین: Macrotermitinae)، موریانه‌های قارچ‌پرور (fungus-growing termites)، زیرخانواده‌ای از خانواده موریانه‌ها را تشکیل می‌دهند که تنها در مناطق استوایی جهان قدیم یافت می‌شوند.